# OMG What's Happening
"OMG What's Happening" é uma canção da cantora americana Ava Max, gravada para seu álbum de estreia Heaven & Hell (2020). Foi lançada pela Atlantic Records como sétimo single do álbum em 3 de setembro de 2020. Foi escrita por Max, Henri Antero Salonen, Sotana Pacurar, Cirkut e Jason Gill, e produzida pelos dois últimos com Hank Solo.

## Antecedentes e lançamento
Em 31 de agosto de 2020, Max postou um teaser em suas redes sociais dizendo que fará um anúncio. No dia seguinte, ela divulgou um link para desbloquear a lista de faixas do Heaven & Hell assim que pré-adicionar e pré-salvar o álbum. Dois dias depois, em 2 de setembro, ela divulgou a capa oficial do single e anunciou que seria lançado no dia seguinte, em 3 de setembro.

## Créditos
Créditos adaptados do Tidal.
- Amanda Ava Koci – vocais, composição
- Henry Walter – composição, produção
- Jason Gill – composição, produção
- Henri Antero Salonen – composição
- Sorana Pacurar – composição
- Hank Solo – produção
- Chris Gehringer – masterização
- Serban Ghenea – mixagem
- John Hanes – engenheiro

## Desempenho nas tabelas musicais

### Posições
| Tabela musical (2020)             | Melhor posição |
| --------------------------------- | -------------- |
| Escócia (Official Charts Company) | 95             |
| Noruega (VG-lista)                | 32             |
| Suécia (Sverigetopplistan)        | 72             |
| Suíça (Schweizer Hitparade)       | 65             |

## Históricos de lançamentos
| País      | Data de lançamento    | Formato(s)                 | Gravadora       | Ref.   |
| --------- | --------------------- | -------------------------- | --------------- | ------ |
| Vários    | 3 de setembro de 2020 | Download digital streaming | Atlantic        | [ 9 ]  |
| Austrália | 4 de setembro de 2020 | Rádios mainstream          | Atlantic Warner | [ 10 ] |